# البحرية السورية
القوات البحرية السورية (رسميًّا: القوى البحرية والدفاع الساحلي) هي فرع القوات البحرية من القوات المسلحة السورية. الدور الرئيسي للبحرية السورية هو الدفاع عن سواحل البلاد وضمان أمن المياه الإقليمية السورية. تتبع للبحرية قوات الدفاع الساحلي وقوات مشاة البحرية السورية منذ أواخر القرن العشرين. تُعد البحرية السورية قوات بحرية صغيرة نسبياً، إذ أنها لا تضمُّ سوى 4,000 جندي، بالإضافة إلى 2,500 جندي احتياط و1,500 جندي مشاة بحري وظيفتهم الدفاع عن مرافئ البلاد الثلاث الرئيسية.
تسليح القوات البحرية السورية محدودٌ نسبياً، فهيَ لا تملك سوى غواصة واحدة، وفرقاطتين، وثلاث سفن برمائية هجومية، وسبع كاسحات ألغام، واثنين وعشرين زورق صواريخ، بالإضافة إلى ثلاث عشرة مروحية للطيران البحري، وسفينة تدريب واحدة اسمها الأسد.
تأسست البحرية العربية السورية في 29 أغسطس سنة 1950. ولم تدخل البحرية في الكثير من الصراعات منذ ذلك الوقت، عدى عن معركة اللاذقية البحرية خلال حرب أكتوبر سنة 1973، كما اتُّهمَ النظام السوري باستخدامها بقصف مدينة اللاذقية بحراً في 14 و15 أغسطس سنة 2011 خلال قمع الانتفاضة الشعبية في المدينة، رغم أن الجهات الرسميّة نفت ذلك.

## التاريخ العسكري

### حرب أكتوبر
شاركت البحرية العربية السورية للمرّة الأولى بالقتال خلال حرب أكتوبر سنة 1973. كان الصدام في اليوم الأول من الحرب، عندما وقعت معركة اللاذقية أمام سواحل مدينة اللاذقية الساحلية شمالي سوريا، وهي أوَّل معركة في التاريخ يَستخدم فيها كلا الطرفين زوارق صواريخ البحر-بحر في القتال. كانت لدى البحرية الإسرائيلية خمس زوارق صواريخ انطلقت من مرفأ حيفا نحو مواقع تمركز الأسطول السوري الرئيسية قبالة سواحل المدينة. في البداية قابلَ الأسطول الإسرائيلي زورق استطلاع صغير، فأغرقه على الفور. وبعدها تابعَ تقدُّمه، فوصل إلى كاسحة ألغام بحرية هاجمها وأغرقها فوراً.
عندما تقدَّم الأسطول الإسرائيلي وجدَ قوات الأسطول السوري الأساسية وأقواها وأحدثها عسكرياً، وهي عبارة عن ثلاث زوارق صواريخ، اثنان منها من طراز كومار وواحد من طراز أوسا، وقد كان مدى صواريخ ستيكس للزوارق السورية بضعف مدى الصواريخ الإسرائيلية، فأطلقت الزوارق السورية صواريخها من مدى بعيد لا يُمكن للسفن الإسرائيلية أن تطلق منه، غير أن الأسطول الإسرائيلي كان يَملك نظاماً مضاداً للصواريخ يُمكنه تضليل راداراتها وإبعادها عن أهدافها، وكانت تلك أول مرَّة يُجرَّب فيها في قتال حقيقيّ، غير أنه نجحَ تماماً وأخطأت جميع الصواريخ الهدف. وبنهاية اليوم كانت المعركة قد انتهت بغرق جميع السفن السورية الخمسة، ودون إصابة السفن الإسرائيلية بأي أذى.

### الاحتجاجات السورية
اتُهمَ النظام السوري باستخدام البحرية العربية السورية في قمع الاحتجاجات العنيفة التي اندلعت ضدّه بمدينة اللاذقية الساحليَّة. حيث أن المدينة تعرَّضت للقصف والاجتياح في يومي 14 و15 آب سنة 2011، وقد أفادَ ناشطون من المدينة آنذاك أن سلاح البحريَّة استُخدمَ للمرَّة الأولى منذ اندلاع الاحتجاجات في قمعها، حيث قالوا أن المدينة قُصفت بثلاث زوارق حربية على الأقل من البحر، وتركَّز القصف البحريّ على حي الرمل الجنوبي فيما ترافقَ معه قصف بريٌّ أيضاً، وأدَّى القصف بشكليه البري والبحري إلى سقوط 26 قتيلاً بالمُجمَل في المدينة في ذلك اليوم.
لكن الرواية الحكوميّة نفت قصف المدينة بحرًا، حيث قالت أن قوات حفظ النظام تقوم بمطادرة مجموعات مسلّحة يعتدون على الممتلكات ويستخدمون الرشاشات والقنابل.

## التاريخ

### التأسيس
تأسست البحرية العربية السورية في 29 أغسطس سنة 1950 بعد شراء سوريا عدداً من المركبات البحرية من فرنسا، وقد تألفت القوات البحرية الأولية التي تأسَّست بها من مجنَّدين بالجيش أرسلتهم سوريا للتدرب على أيدي خبراء بحريين فرنسيين. ويُعتبَر 29 أغسطس لذلك عيداً سنوياً للبحرية السورية، يُحتَفي به كل عام، كما أنه اختير أيضاً لكونه ذكرى وقوع معركة ذات الصواري البحرية سنة 654م.

### التطوير والتسليح
كانت تتألف البحرية العربية السورية في سنة 1985 من 4,000 مجنَّد، بالإضافة إلى 2,500 جنديّ احتياط. وقد كانت البحرية - المفتقرة للكثير من الخدمات العسكرية الأساسية - آنذاك تابعة لقيادة الجيش في منطقة اللاذقية، وكان الأسطول البحري متمركزاً في موانئ اللاذقية وبانياس والبيضة وطرطوس. تألف الأسطول في ذلك الحين من 41 مركبة، بينها غوَّاصتان أو ثلاث غواصات سوفيتية (بما في ذلك غواصتان من طراز روميو زوَّدت سوريا بها البحرية السوفيتية في سنة 1985)، و22 مركبة صواريخ (بما في ذلك 10 زوارق أوسا II متطورة), ومطاردتا غواصات، وأربع كاسحات ألغام مائية، وثمانية زوارق مدفعية، ومركبة استرجاع طوربيدات، وست سفن نقل، وأربع فرقيطات (تحت الطلب)، وثلاث سفن إنزال بحريّ (تحت الطلب).
بحلول سنة 1990 كانت قد تطوَّرت البحرية أكثرَ قليلاً، فحصلت على قاربي أوسا إضافيَّين، وفرقطاتي بيتيا II ومركبتي نقل جديدتين من طراز زوهك بي إف آي، كما أصبحت عندها تسع كاسحات ألغام (كاسحة ناتيا وكاسحة سونيا وكاسحة تي43 واثنتان من نوع فانيا وأربعة ييفنغنيا)، وثلاث سفن برمائية هجومية من طراز بولنوكني يُمكن لكل منها أن تؤوي خمس دبابات وطاقماً من 100 رجل. وبالإضافة إليها كانت توجد اثنا عشرة مروحية ميل-مي14 وخمسة من طراز كاموف كا-25. وقد انخفضَ عدد الغواصات إلى واحدة فحسب بحلول سنة 1995، وهي نفسها لم تكن قد خرجت إلى البحر منذ ثلاث سنوات، ثم اختفت تماماً من البحرية بحلول سنة 2000، وحتى الآن تفتقر البحرية السورية إلى سلاح الغواصات، على الرغم من وجود نيَّة بشراء غواصتين جديدتين من طراز أمور 1650 في سنة 2015. لم يطرأ أي تغير على فرقطاتي البيتيا أو السفن البرمائية الثلاث منذ التسعينيات من زيادة أو نقصان في عددها، عدا عن تحديث فرقاطات «بيتيا II» إلى «بيتيا III» في سنة 2012. وأما فيما يَخص زوارق الصواريخ فقد كان لدى البحرية اثنا عشر منها (اثنان أوسا I وعشرة أوسا II) مسلَّحة بصواريخ ستيكس في سنة 1990، ثم حصلت على أربعة من طراز كومار في سنة 1995 مسلحة بالصواريخ نفسها، غير أنها سرعان ما تخلت عنهم مجدداً بعد بضع سنوات، وقد ازداد عدد زوارق الأوسا إلى 14 في السنة نفسها قبل أن يَنخفض مجدداً إلى عشرة في سنة 2000، وقد حصلت مجدداً على زورقي أوسا إضافيَّين في سنة 2005، لكنها تخلت عنهما مجدداً. وأخيراً حصلت في سنة 2012 على ستة قوارب أوسا إضافية ليرتفع إجماليها إلى 16، فضلاً عن 6 زوارق تير إيرانية الصُّنع، وبهذا أصبحَ عندها 22 زورق صواريخ. كما حصلت البحرية على مركبة نقل من طراز ناتيا واثنتين من طراز هاميلين في سنة 1995، لكنها تخلَّت عنهم بدورهما.
بشكل عام، لم يكن لدى البحرية العربية السورية أي عتاد أو أسلحة حديثة حتى عام 2006 (عدا عن زوارق صواريخ الأوسا 1 و2 المضادَّة للسفن)، بالإضافة إلى أن أعداد مجنَّديها متواضعة قياساً بالساحل السوري البالغ طوله 150 كيلومتراً. لكن منذ عام 2006 بدأت روسيا وإيران بتزويد سوريا بأسلحة متطورة، حيث زوَّدتاها بصواريخ بر - بحر الثقيلة قصيرة المدى، وهي أقل كلفة وأكثر فاعلية في المعارك من الطوربيدات والزوارق غالية الثمن والمعرَّضة للخطر بسهولة خلال المعارك البحريَّة. ومن ضمن أنواع الصواريخ التي زودت إيران وروسيا بهما البحرية السورية صواريخ ستيكس المضادَّة للسفن، وهي صواريخ مخصَّصة للاستخدام في الاشتباك الصاروخيّ قريب المدى مع البوارج والسفن الحربية، كما أنها حصلت أيضاً في السنوات الأخيرة على عدد غير معروف من صواريخ سيبال، ولم يَكن امتلاكها لها معروفاً حتى ظهرت في تجارب قتالية حديثة للجيش العربي السوري أواخر سنة 2011. كما أن لدى البحرية نوعاً ثالثاً من الصواريخ هو صواريخ ياخونت روسية الصُّنع، التي اشترتها سوريا من روسيا في صفقة عسكرية أواخر سنة 2011، وهي صواريخ طويلة المدى يُقَال عنها أنها منحت سوريا تفوقاً إستراتيجياً عسكرياً على مستوى البحر المتوسط، إذ يُمكن لبضعة صواريخ ياخونت إغراق حاملة طائرات بأكملها في قعر المحيط. وأما رابع أنواع الصواريخ التي تزوَّدت بها البحرية السورية فهي صواريخ سي-802 المضادَّة للسفن صينية الصنع، التي يُعتقد أن إيران أمدَّت سوريا بها.
ويُوضح الجدول الآتي قوام القوات البحرية العربية السورية حسبَ السنة منذ عام 1990، بالإضافة إلى الصَّفقات المنويّ عقدها في هذا الخصوص حتى عام 2015:
| اسم المركبة                         | بلد التصنيع      | 1990 | 1995 | 2000 | 2005 | 2010 | 2012 | 2015 |
| ----------------------------------- | ---------------- | ---- | ---- | ---- | ---- | ---- | ---- | ---- |
| غواصة أمور 1650                     | روسيا            |      |      |      |      |      |      | 2    |
| غواصة روميو                         | الاتحاد السوفيتي | 3    | 1    |      |      |      |      |      |
| فرقاطة بيتيا III/II                 | الاتحاد السوفيتي | 2    | 2    | 2    | 2    | 2    | 2    | 2    |
| زوارق صواريخ أوسا II/I              | الاتحاد السوفيتي | 12   | 14   | 10   | 12   | 10   | 16   | 16   |
| زوارق صواريخ كومار                  | الاتحاد السوفيتي |      | 4    |      |      |      |      |      |
| زوارق صواريخ تير-II                 | إيران            |      |      |      |      |      | 6    | 6    |
| مركبة نقل زوهك                      | الاتحاد السوفيتي | 8    | 8    | 8    | 8    | 8    | 8    | 8    |
| مركبة نقل هاميلين                   | الاتحاد السوفيتي |      | 2    |      |      |      |      |      |
| مركبة نقل ناتيا                     | الاتحاد السوفيتي |      | 1    |      |      |      |      |      |
| كاسحة ألغام ييفينغنيا               | الاتحاد السوفيتي | 4    | 5    | 3    | 3    | 3    | 5    | 5    |
| كاسحة ألغام ناتيا                   | الاتحاد السوفيتي | 1    |      |      |      | 1    | 1    | 1    |
| كاسحة ألغام سونيا                   | الاتحاد السوفيتي | 1    | 1    | 1    | 1    | 1    | 1    | 1    |
| كاسحة ألغام تي43                    | الاتحاد السوفيتي | 1    | 1    | 1    | 1    | 1    |      |      |
| كاسحة ألغام فانيا                   | الاتحاد السوفيتي | 2    |      |      |      |      |      |      |
| سفينة بولنوكني البرمائية            | بولندا           | 3    | 3    | 3    | 3    | 3    | 3    | 3    |
| سفينة التدريب "الأسد"               | غير معروف        |      | 1    | 1    | 1    | 1    | 1    | 1    |
| سفن دعم أخرى                        | غير معروف        |      | 2    | 3    | 3    | 2    |      |      |
| مروحية ميل مي-14 المضادة للغواصات   | الاتحاد السوفيتي | 12   | 20   | 20   | 20   | 11   | 11   | 11   |
| مروحية كاموف كا-25 العسكرية البحرية | الاتحاد السوفيتي | 5    | 5    |      |      |      |      |      |
| مروحية كاموف كا-27 العسكرية         | الاتحاد السوفيتي |      | 4    | 4    | 5    | 2    | 2    | 2    |

### قوام البحرية
بلغ قوام مجندي قوات البحرية العربية السورية 4,000 جنديّ و2,500 جندي احتياط منذ سنة 1985، ولم يتغير هذا الرَّقم في إحصاء سنة 2002. وقد بلغت نسبت مجنَّديها من إجمالي مجندي الجيش العربي السوري 1.4% في سنة 1993، ثمَّ ارتفعت النسبة إلى 1.9% من إجمالي جنود الجيش في سنة 2000.

## فروع البحرية

### الدفاع الساحلي
وضعت قوات الدفاعي الساحليّ السوريّ تحتَ قيادة البحرية العربية السورية منذ سنة 1984. يتألف الدفاعي الساحلي من لوائي مشاة كل منهما مسؤول عن مراقبة قطاع ساحليّ معيَّن، وبالإضافة إليهما توجد كتيبة مراقبة. وبالإضافة إلى هذه القوات توجد كتيبتا مدفعية مسلَّحتان بـ18 قطعة مدفعية من طراز م-46 وعيار 130 مم. كما أن الدفاع الساحلي السوري مسلَّح أيضاً بصواريخ ستيكس وسيبال، فضلاً عن صواريخ ياخونت.

### مشاة البحرية
تتبع البحرية العربية السورية قوات مشاة بحرية تتألف من حوالي 1,500 مجنَّد، دورهم الأساسيُّ هو حماية قواعد البحرية العسكرية الثلاث في البلاد، وهي مقسَّمة إلى ثلاث وحدات وظيفة كل منها حماية واحدة من القواعد. وتمتلك قوات مشاة البحرية هذه ثلاث سفن بولنوكني برمائية هجومية، يُمكن لكل منها أن تحمل 100 جندي وخمسَ دبابات. لكن بشكل عام فإن قوات مشاة البحرية السورية لم تتلقَ أيّ تسليح خاص أو متطوّر والقليل جداً من التدريب على استخدام السُّفن البرمائية، وعموماً فمجندوها ليسوا سوى جنود عاديّين وليست لديهم أي خبرة في طرق قتال قوات مشاة البحرية. وعلى الرُّغم من أن الاتحاد السوفيتي أقام جزءاً من «عملية تدريب زاباد-81» (أكبر عملية تدريب عسكري على الإطلاق في تاريخ الاتحاد السوفيتي بأسره، وشملت أكبر عملية إنزال برمائي في تاريخه أيضاً) في سوريا فإن الجنود السوريين لم يُشاركوا على الإطلاق في عملية التدريب، مع أنه كان من الممكن أن تكون تدريباً ممتازاً جداً لهم. كما أن مشاة البحرية السورية لم تُجرّب المشاركة في أي إنزال بحري برمائي حقيقيّ خلال أي من الحروب التي خاضتها البلاد، ولو أنها استخدمت كمشاة صدام بري مُباشر في أيام حرب أكتوبر سنة 1973، كما أنها دخلت لبنان في أيام الثمانينيات، وخلال حرب الخليج الثانية عام 1991 زجَّت سوريا بكل مشاة بحريتها مع الـ17,000 جندي الذين أرسلتهم إلى الكويت، ممَّا قد يعني أنها تعتبرهم جنوداً عالي الكفاءة قتالياً.

## القواعد العسكرية
تُوجد في سوريا ثلاث قواعدة بحرية عسكرية أساسية، هي مرافئ اللاذقية والبيضا (بانياس) وطرطوس. مرفأ اللاذقية هو أكبر مرافئ سوريا حجماً وأكثرها نشاطاً، إذ أن فيه 23 رصيفاً، وهو يَضمُّ قسماً لإصلاح السفن العسكرية ضمن قطاعاته، وترسو فيه بعض زوارق الصواريخ السريعة التابعة للبحرية.
وأما ميناء البيضة الواقع في مدينة بانياس فقد بُنيَ خصيصاً للأغراض العسكرية البحرية، وهو لا يُستَخدم إلا لها، وتتمركز فيه قيادات قوات الغواصين ومشاة البحرية. كما توجد في الميناء مراكز تدريب لضباط البحرية والجنود الخاصين، وترسو به بعض سفن النقل.
يُعد مرفأ طرطوس القاعدة الرئيسية للبحرية العربية السورية، وترسو فيه كلا فرقاطتي البحرية وسفنها البرمائية الثلاث وكل كاسحات ألغامها، كما ترسو به أيضاً بعض زوارق الصواريخ وسفن النقل التابعة للبحرية. ويَضمُّ الميناء 22 رصيفاً وتبلغ مساحته ثلاثة ملايين متر مربع.

## الرتب العسكرية
الرتب العسكرية في البحرية العربية السورية مع شاراتها:
- ملازم: نجمة واحدة.
- ملازم أول: نجمتان.
- نقيب: ثلاثة نجوم.
- رائد: نسر.
- مقدم: نسر ونجمة واحدة.
- عقيد: نسر ونجمتان.

## العلاقات الأجنبية

### البحرية الإيرانية
لم تدخل سفن القوات البحرية الإيرانية إلى عُرض البحر الأبيض المتوسط طوال ثلاثة عقود كاملة منذ اندلاع الثورة الإيرانية سنة 1979، حيث لم يَكن بإمكانها عبور قناة السويس بسبب توتر علاقاتها الدبلوماسية مع نظام الرئيس السابق حسني مبارك في مصر. وكان أوَّل عبور للسفن الإيرانية عبر القناة منذ أيام الثورة الإيرانية في مطلع شهر فبراير سنة 2012، بالتزامن مع اندلاع الانتفاضة الشعبية في سوريا، عندما عبرتها البارجة «خارك» الفرقاطة «الوند» ورستا في ميناء اللاذقية لفترة من الزمن، ثم عادتا عبر القناة إلى إيران مجدداً. وقد كانت المرة الثانية في 18 فبراير من السنة نفسها، عندما عبرت سفينة الإمداد «خارك» والمدمرة «شهيد قندي» القناة ورستا في ميناء طرطوس.
وقد عبرت السفينتان لاحقاً قناة السويس من جديد عائدتين إلى البحر الأحمر فإيران في 21 فبراير، أي بعد ثلاثة أيام من وصولهما، وذلك على الرُّغم من نفي البنتاغون وُجود إشارات على رسوّها أساساً في الموانئ السورية. وعلى الرغم من أن الغرض من هذه الرحلة لم يَكن واضحاً تماماً إلا أن التلفزيون الإيرانيَّ الرسمي أفاد بأن الهدف منها كان «تدريب» قوات البحرية العربية السورية، وأن طاقمي السفينتين ذهبا ليُقدِّما تدريباً للبحرية السورية وفقَ اتفاقية تعاون عسكريّ مسبقة كان قد وقَّعها البلدان في السنة الماضية. كما جاءَ وصول هذه السفن بالتزامن مع عودة السفن الروسية من ميناء طرطوس.

### البحرية الروسية
وقَّعت سوريا اتفاقية مع الاتحاد السوفيتي في سنة 1971 خلال أيام الحرب الباردة لبناء قاعدة عسكرية بحرية سوفيتية في مدينة طرطوس الساحلية شمال سوريا، وذلك بغرض دعم الأسطول السوفيتي في البحر الأبيض المتوسط وتوفير مركز له، وبُنيَت لاحقاً قاعدة مشابهة في اللاذقية. لكن هذه القاعدة هُجِرت على إثر انهيار الاتحاد السوفيتي في سنة 1991 وتركتها قوات الأسطول الروسي.
ظلَّ في ميناء طرطوس السوريّ منذ ذلك الوقت مركز دعم لوجستي وتموين للسفن تابع للبحرية الروسية، ويَخدم في هذا المركز 50 عسكرياً روسياً موضوعين تحت حماية الجيش السوري، وهو حالياً موطئ قدم روسيا العسكري البحري الوحيد في البحر المتوسط. وكان جنرالات الأسطولين السوري والروسي قد ناقشوا في أواسط سنة 2011 سُبل التعاون بين بحريَّتي البلدين، خصوصاً فيما يَخص تطوير البنى التحتية بميناء طرطوس. لا زال يُطلَق على هذا المركز أحياناً اسم «القاعدة العسكرية البحرية الروسية في طرطوس»، غير أن المسؤولين الروس يَنفون مثل هذا الأمر، ويَقولون أنه ليس سوى مركز للصيانة وتزويد الأسطول الروسي بالمؤن، ولا توجد فيه سوى باخرة واحدة تتبع أسطول البحر الأسود («باخرة إيمان»)، وطاقم بحارة هذه البخارة يَتألف من المدنيين، وتتمثل وظيفتها في تزويد السفن الأخرى بالمياه والوقود والمؤن الغذائية وغير ذلك من اللوازم.
لكن على الرُّغم من ذلك فقد أخذت العلاقات السورية الروسية بالتعزز منذ عام 2006، وأصبحت روسيا مورِّدَ السلاح الأساسي لسوريا، وأخيراً وافقَ الرئيس السوري بشار الأسد في سنة 2008 على اتفاقية لبناء قاعدة عسكرية بحرية روسية دائمة مجدداً في طرطوس، لتكون مركزاً جديداً لروسيا في البحر المتوسط. وقد كشفَ مسؤولون في البحرية الروسية في شهر شباط سنة 2012 عن وجود نوايا روسية بإعادة بناء ميناء طرطوس وتطويره ليَتمكن من إيواء سفن حربية ضخمة، إذ ستكون لمثل هذه القاعدة البحرية أهمية كبيرة لروسيا إذا أرادت تعزيز تواجدها في شرقي البحر الأبيض المتوسط. وقد قال جنرالات روس أنه يُمكن أن تكون القاعدة مركزاً للطرَّادات ذات الصواريخ الموجَّهة مستقبلاً أو حتى لحاملات الطائرات، وأفادوا بأنَّ المرحلة الأولى من بناء القاعدة ستكتمل في عام 2012 نفسه.
في 7 يناير من سنة 2012 رست حاملة الطائرات الروسية «أدميرال كوزنيتسوف» مع مدمرة وفرقاطة في ميناء طرطوس، وأثارَ ذلك بعض الضجَّة الإعلامية نظراً إلى تزامنه مع الانتفاضة الشعبية التي تعيشها البلاد، غير أن روسيا صرَّحت بأن لا نوايا لها بإرهاب الشعب السوري، وأن الهدف من الزيارة هو تعزيز العلاقات مع سوريا «قيادة وشعباً». وقد وصلت المزيد من السفن الروسية إلى الميناء لاحقاً في شهر نيسان من العام نفسه، وبشكل عام من المُعتاد أن يَبقى أسطول روسيٌّ يَتألف من 50 سفينة في البحر المتوسط في الظروف العادية، ولا تُوجد أي قاعدة عسكرية يُمكن أن يلجأ لها هذا الأسطول في المنطقة عدى ميناء طرطوس.

## العتاد والتسليح
يُبيّن الجدول الآتي أنواع السفن والمركبات البحرية التي لدى البحرية العربية السورية في الوقت الحاضر، مع أعدادها الحالية (مع العلم أن جميع البيانات الواردة في الجدول تعود إلى سنة 2012):
| المركبة                   | الطراز                   | بلد التصنيع      | عدد المركبات التي في الخدمة | صورة      |           |
| الفرقاطات                 | الفرقاطات                | الفرقاطات        | الفرقاطات                   | الفرقاطات | الفرقاطات |
| ------------------------- | ------------------------ | ---------------- | --------------------------- | --------- | --------- |
| فرقاطة بيتيا              | بيتيا III                | الاتحاد السوفيتي | 2                           |           |           |
| زواريق الصواريخ           |                          |                  |                             |           |           |
| زورق أوسا                 | أوسا I                   | الاتحاد السوفيتي | 4                           |           |           |
| زورق أوسا                 | أوسا II                  | الاتحاد السوفيتي | 12                          |           |           |
| زورق تير                  | تير-II                   | إيران            | 6                           |           |           |
| زوارق شحن                 |                          |                  |                             |           |           |
| زوهك                      | زوهك-بي إف آي            | الاتحاد السوفيتي | 8                           |           |           |
| كاسحات الألغام            |                          |                  |                             |           |           |
| كاسحة ألغام ناتيا         | إم إس سي/إم إس أو ناتيا  | الاتحاد السوفيتي | 1                           |           |           |
| كاسحة ألغام سونيا         | إم إس سي/إم إتش سي سونيا | الاتحاد السوفيتي | 1                           |           |           |
| كاسحة ألغام ييفغينيا      | إم إس آي ييفغينيا        | الاتحاد السوفيتي | 5                           |           |           |
| السفن البرمائية الهجومية  |                          |                  |                             |           |           |
| سفينة إنزال بولنوكني      | إل إس إم بولنوكني بي     | بولندا           | 3                           |           |           |
| مركبات الدعم              |                          |                  |                             |           |           |
| سفينة تدريب مجهولة الطراز | غير معروف                | غير معروف        | 1                           |           |           |
| الطيران البحري            |                          |                  |                             |           |           |
| ميل موسكو                 | ميل مي-14                | الاتحاد السوفيتي | 11                          |           |           |
| كاموف                     | كاموف كا-28              | الاتحاد السوفيتي | 2                           |           |           |

## وصلات خارجية
- الموقع الرسمي للقوات البحرية السورية – وزارة الدفاع